# Vrooom Vrooom
Vrooom Vrooom — концертний альбом британського гурту King Crimson, випущений 13 листопада 2001 року на лейблі Discipline Global Mobile.

## Композиції
1. VROOOM VROOOM — 5:01
2. Coda: Marine 475 — 2:44
3. Dinosaur — 5:05
4. B'Boom — 4:51
5. THRAK — 6:39
6. The Talking Drum — 4:03
7. Larks' Tongues in Aspic (Part II) — 6:13
8. Neurotica — 3:40
9. Prism — 4:24
10. Red — 7:03
11. Improv: Biker Babes of the Rio Grande — 2:27
12. 21st Century Schizoid Man — 7:37
13. Conundrum — 1:57
14. Thela Hun Ginjeet — 6:44
15. Frame by Frame — 5:12
16. People — 6:12
17. One Time — 5:52
18. Sex Sleep Eat Drink Dream — 4:55
19. Indiscipline — 7:16
20. Two Sticks — 1:50
21. Elephant Talk — 5:14
22. Three of a Perfect Pair — 4:16
23. B'Boom — 3:47
24. THRAK — 6:43
25. Free as a Bird — 3:03
26. Walking on Air — 5:35

## Учасники запису
- Роберт Фріпп — гітара, вокал
- Пет Мастелотто — ударні
- Трей Ганн — гітара, вокал
- Адріан Белью — гітара, вокал